# Macrociclo

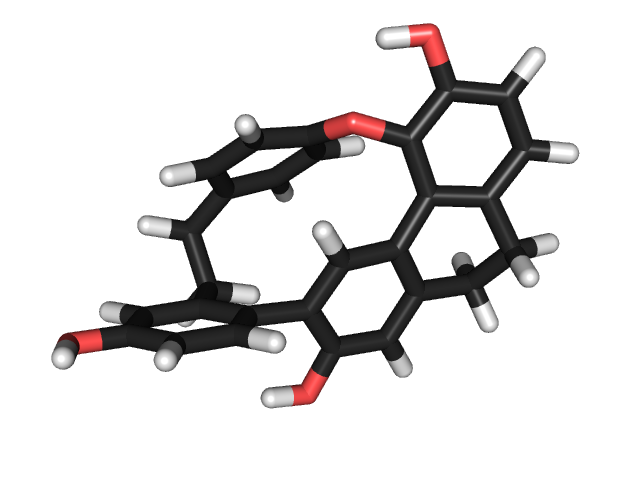
Modello di struttura della cavicularina, macrociclo a 28 atomi di carbonio.

Un macrociclo, come definito dalla IUPAC, è "una macromolecola ciclica o una porzione ciclica macromolecolare di una molecola". Nella letteratura chimica, i chimici organici tendono a considerare essere un macrociclo una molecola contenente un anello di sette o più atomi. Nella chimica di coordinazione generalmente si definisce un macrociclo più strettamente come una molecola ciclica con tre o più potenziali atomi donatori che possono stabilire un legame coordinativo con un centro metallico.
I macrocicli sono molto diffusi in natura e tra gli esempi più noti si possono citare la porfirina, la clorina e la corrina presente nella vitamina B12.

## Descrizione

### Effetto macrociclo
L'effetto macrociclico fu scoperto nel 1969. La chimica di coordinazione studia i macrocicli con tre o più potenziali atomi donatori in anelli con più di nove atomi, dato che questi composti hanno spesso un legame forte e specifico con i metalli. Questa proprietà di coordinazione delle molecole macrocicliche è definita effetto macrociclo. In sostanza consiste in un caso specifico di effetto chelante: complessi di ligandi bidentati e polidentati sono più stabili rispetto a quelli con ligandi monodentati di simile forza (o simili atomi donatori). Un macrociclo possiede atomi donatori disposti in posizioni più fisse e perciò c'è un minore effetto entropico nell'energia di legame dei macrocicli rispetto ai ligandi monodentati o bidentati con un uguale numero di atomi donatori. Quindi l'effetto macrociclo afferma che i complessi di ligandi macrociclici sono più stabili di quelli con ligandi polidentati lineari di simile forza (o simili atomi donatori). Lo stesso può essere detto per i macrocicli multiciclici, o criptandi, essendo agenti complessanti più forti (effetto criptando).

### Sintesi
I macrocicli sono generalmente sintetizzati a partire da molecole più piccole, solitamente lineari. Per creare un anello è possibile sfruttare sia reazioni intermolecolari, dove due più molecole reagiscono tra loro per formare un anello, sia reazioni intramolecolari, in cui la molecola reagisce con se stessa per formare la struttura ciclica. Per evitare concomitanti reazioni di polimerizzazione è necessario lavorare con soluzioni altamente diluite, il che implica un utilizzo di grandi quantità di solvente e fornisce rese basse.
Per ovviare a questi inconvenienti e ottenere elevate rese ad alte concentrazioni, si preferisce procedere alla sintesi a stampo. Questa metodica sfrutta l'effetto sulla geometria dovuto alla presenza di un metallo di transizione presente in un complesso, che in questo modo è in grado di favorire sia la reazione intramolecolare che quella intermolecolare.